# 中国2010年上海世界博览会远大馆

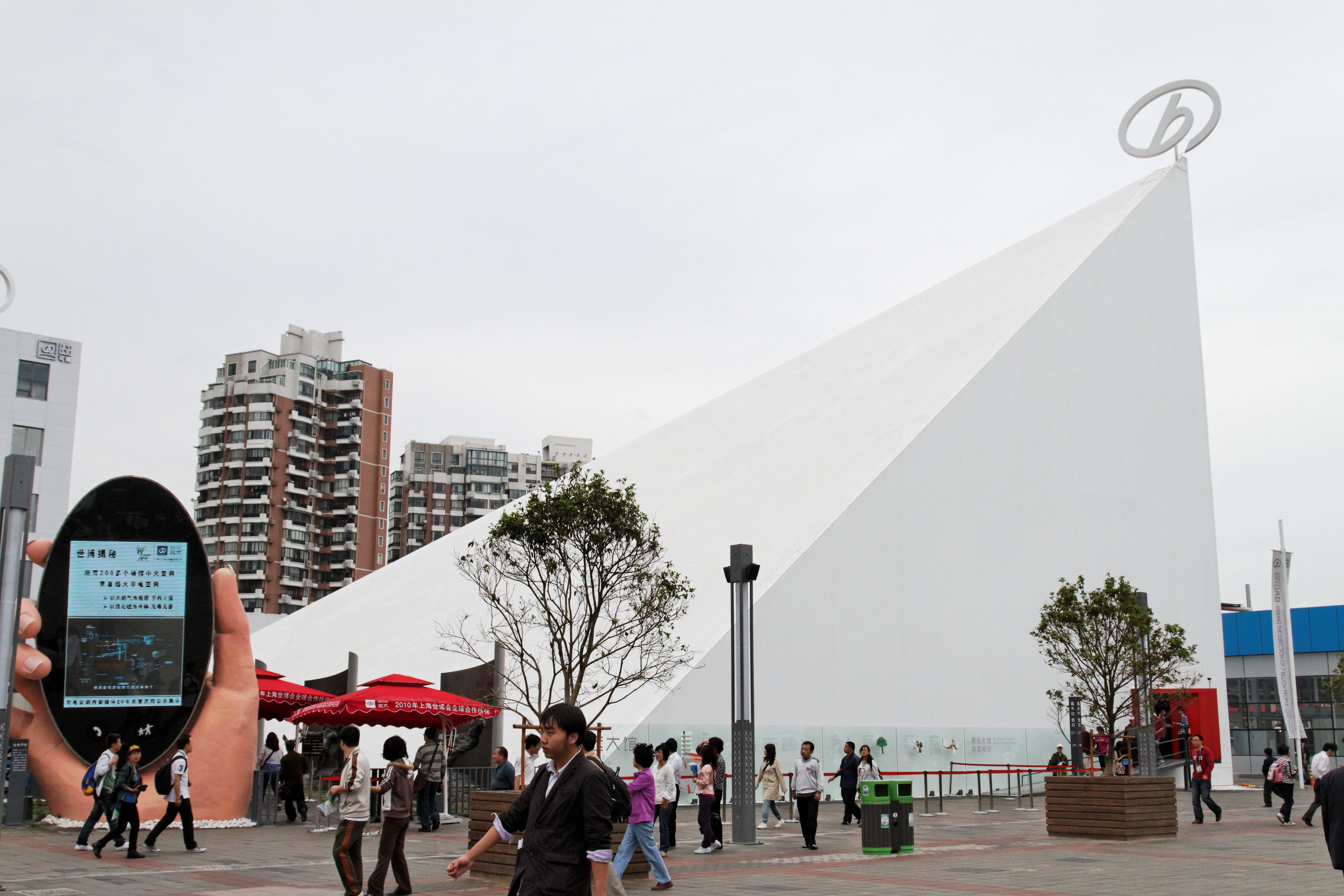
远大馆

中国2010年上海世界博览会远大馆，简称远大馆（英文：Broad Pavilion at Expo 2010），是中国2010年上海世界博览会的企业馆，位于世博园区E片区，由远大集团冠名。该展馆的主题为“寻找70亿人的方向”，其展馆的企业特别日为6月5日。该展馆的生命展厅以健康、长寿为线索，介绍食物、水、空气和能源等与生命息息相关的元素。